# Roberto Gabini
Roberto Walter Gabini (San Nicolás de los Arroyos, 10 giugno 1975) è un ex cestista argentino con cittadinanza italiana.
Alto 198 centimetri per 95 chilogrammi, ha giocato nel ruolo di ala. È soprannominato "El Tanque", che in spagnolo significa "il carro armato".

## Carriera
Si è formato cestisticamente nel Belgrano San Nicolás, con cui ha esordito anche in prima squadra nel Torneo Nacional de Ascenso, il secondo livello del campionato argentino. Nel 1996 è passato al Regatas de San Nicolás, club della massima serie nazionale in cui ha militato per due stagioni. Nel 1998 si è trasferito all'Obras Sanitarias, con cui ha disputato due campionati, registrando medie di 15,6 e 15,1 punti a partita. A partire dal 2000, il nativo di San Nicolás ha intrapreso un periodo caratterizzato da frequenti cambi di squadra al termine di ogni stagione. Inizialmente si è unito all'Atenas de Córdoba, con cui ha raggiunto le semifinali della Liga Sudamericana 2001, registrando una media di 12,9 punti e 4,8 rimbalzi a partita. Conclusa l'esperienza con il club biancoverde, è tornato al Regatas de San Nicolás dove ha disputato la sua miglior stagione dal punto di vista statistico, con una media di oltre 20 punti e di 2 stoppate a partita. Nel 2002-2003 ha vestito i colori del Boca Juniors, con cui ha segnato 12,8 punti a partita in un campionato che ha visto i blu e oro arrivare fino alle finali nazionali perse per 4-2 contro l'Atenas.
Nell'estate del 2003 ha firmato con i Crabs Rimini, squadra del patron Luciano Capicchioni che ricopriva anche il ruolo di suo procuratore. Durante la Legadue 2003-2004, Gabini è stato il miglior realizzatore della squadra biancorossa in regular season, con una media di 16,9 punti oltre che di 5,5 rimbalzi a partita. Le sue prestazioni hanno contribuito al raggiungimento del settimo posto in classifica e all'ottenimento quindi di un posto nei play-off, dove è arrivata un'eliminazione ai quarti di finale per mano di Montecatini.
Terminata la stagione con i Rimini, nel maggio 2004 Gabini è approdato al TAU Vitoria, inizialmente per disputare i play-off della Liga ACB 2003-2004. Successivamente è stato confermato dalla formazione basca per le due stagioni successive, rimanendo in realtà solo fino al termine della stagione 2004-2005. Anche in quell'annata Gabini è partito perlopiù dalla panchina, con una media di 4,4 punti e 1,9 rimbalzi in 11,6 minuti di gioco tra regular season e play-off in campionato, dove la squadra ha sfiorato il titolo nazionale perdendo la serie finale contro il Real Madrid per 2-3, e di 2,6 punti e 1,1 rimbalzi in 8,7 minuti di media in Eurolega, dove il cammino è proseguito fino alla finale persa contro il Maccabi Tel Aviv.
Nell'agosto 2005 ha firmato un contratto biennale con il CB Granada. Con la formazione andalusa ha viaggiato rispettivamente a 11,1 punti e 3,2 rimbalzi nel 2005-2006 e 7,0 punti e 1,6 rimbalzi di media nel 2006-2007, annata in cui però ha lasciato la Spagna a torneo in corso.
Il 13 febbraio 2007 è stato infatti ufficializzato dalla Virtus Roma. Inserito dunque a stagione in corso, ha disputato sei partite con un minutaggio limitato. Confermato per la stagione successiva, Gabini l'11 novembre 2007 ha realizzato il suo career high in Italia, con 30 punti all'attivo nella vittoria casalinga su Avellino. A fine anno ha chiuso la regular season con una media di 23,4 minuti, 8,5 punti (53,3% da due, 37,4% da tre) e 4,7 rimbalzi. In Eurolega ha mantenuto 18,3 minuti di media, 5,6 punti (41,1% da due, 37,5% da tre) e 3,1 rimbalzi in 20 presenze. Nella stagione 2008-2009, sempre con la Lottomatica Roma, Gabini ha totalizzato 24 presenze in campionato (partendo 11 volte nel quintetto iniziale) con una media di 6,2 punti con il 48,8% da due e il 43,3% da tre, e 2,9 rimbalzi ed un minutaggio sceso appena sotto i 15 minuti (14,7). In Eurolega invece ha registrato 5,4 punti di media (60% da due, 40,5% da tre) e 2,2 rimbalzi.
Dopo aver trascorso quasi due stagioni e mezzo con i capitolini, Gabini ha prima svolto un provino con la Biella che non ha avuto esito positivo a causa di un ritardo di condizione, per poi essere ingaggiato nell'ottobre 2009 dalla Nuova Sebastiani, società di Rieti che in quella stagione aveva spostato la propria sede di gioco a Napoli. Nel capoluogo partenopeo rimane per circa tre mesi, da ottobre a gennaio, fintanto che il club, tra problemi economici e societari, viene escluso dal campionato con l'annullamento di tutte le partite disputate dalla squadra. Nel gennaio 2010 è sceso così in Legadue per concludere l'annata all'Aurora Jesi, con cui ha messo a referto 14,1 punti in 25,9 minuti a gara.
Dal 2010 ha fatto ritorno nel campionato argentino, giocando con Atenas Córdoba, Libertad de Sunchales, Gimnasia de Comodoro e Belgrano San Nicolás.